# マシュー・ディーン (第3代準男爵)
第3代準男爵サー・マシュー・ディーン（英語: Sir Matthew Deane, 3rd Baronet、1676年と1685年の間 – 1747年3月11日）は、アイルランド王国の政治家。アイルランド庶民院議員（在任：1713年 – 1714年、1728年 – 1747年）を務めた。

## 生涯
第2代準男爵サー・ロバート・ディーン（1670年以前 – 1712年9月14日）と妻エリザベス（Elizabeth、旧姓ブレットリッジ（Brettridge）、1670年以前 – 1714年以降、ロジャー・ブレットリッジの娘）の息子として生まれた。1712年9月14日に父が死去すると、準男爵位を継承した。
1714年、コーク県長官を務めた。
1713年から1714年までチャールヴィル選挙区の、1728年から1747年までコーク県選挙区の代表としてアイルランド庶民院議員を務めた。
1747年3月11日に死去、長男マシューが準男爵位を継承した。

## 家族
1706年までにジェーン・シャープ（Jane Sharp、1732年6月6日没、ウィリアム・シャープの娘）と結婚、2男2女をもうけた。
- マシュー（1706年 – 1751年6月10日埋葬） - 第4代準男爵、アイルランド庶民院議員[1]
- ロバート（1707年 – 1770年2月7日） - 第5代準男爵、アイルランド庶民院議員[4]
- メリアナ（Meliana） - ジョン・スプレッド（John Spread）と結婚[3]
- ジェーン - ウィリアム・フリーマン（William Freeman）と結婚[3]